# Shiho Tomari
Shiho Tomari (泊 志穂, Tomari Shiho, Nagoya, 26 maart 1990) is een Japans voetbalster die als aanvaller speelt bij Wacker Innsbruck.

## Carrière

### Clubcarrière
Tomari begon haar carrière in 2012 bij Urawa Reds. Ze tekende in 2015 bij AC Nagano Parceiro. In drie jaar speelde zij er 61 competitiewedstrijden. Ze tekende in 2018 bij Wacker Innsbruck.

### Interlandcarrière
Tomari maakte op 27 juli 2017 haar debuut in het Japans vrouwenvoetbalelftal tijdens een wedstrijd tegen Brazilië. Ze heeft twee interlands voor het Japanse elftal gespeeld.

## Statistieken
| Japans vrouwenvoetbalelftal | Japans vrouwenvoetbalelftal | Japans vrouwenvoetbalelftal |
| Jaar                        | Wed.                        | Dlp.                        |
| --------------------------- | --------------------------- | --------------------------- |
| 2017                        | 2                           | 0                           |
| Totaal                      | 2                           | 0                           |